# أندي إرنست
أندي إرنست (بالإنجليزية: Andy Ernst)‏ هو منتج أسطوانات وملحن أمريكي، ولد في 17 أبريل 1955 في سان فرانسيسكو في الولايات المتحدة.

## وصلات خارجية
- أندي إرنست على موقع ميوزك برينز (الإنجليزية)
- أندي إرنست على موقع أول ميوزيك (الإنجليزية)
- أندي إرنست على موقع ديسكوغز (الإنجليزية)
- أندي إرنست على موقع ديسكوغز (الإنجليزية)